# Jean Chauvel
Pour les articles homonymes, voir Chauvel.
Jean Chauvel, né le 16 avril 1897 à Paris et mort dans la même ville le 31 mai 1979, est un diplomate et poète français, d'un père longtemps chirurgien à Quimper dans le Finistère et ami notamment de Louis-René des Forêts.

## Biographie

### Le diplomate
Il devance l'appel pour s'engager à 18 ans en 1915 dans la première guerre mondiale et en sort caporal chef. Il entre alors à l'École libre des sciences politiques. Il passe le concours des affaires étrangères où il est reçu en 1921. Son premier contact avec le ministère des Affaires étrangères est alors le service de Giraudoux, celui des « œuvres françaises à l'étranger ». Il y rencontre Paul Morand sans se lier à lui.
Entre octobre 1922 et juillet 1923, à bord du croiseur Jules Michelet, il fait partie de l'expédition de propagande et de prestige de la Marine française commandée par l'Amiral Gilly, qui visite jusqu'à l'Extrême-Orient (et notamment le Japon, où Paul Claudel est ambassadeur) et l'Océanie. Passant en Australie, il rencontre son homonyme et lointain cousin, le général sir Harry Chauvel, héros de la guerre en Orient. Passant en Éthiopie, il fait la connaissance du futur empereur Hailé Sélassié, alors obscur et lointain dans l'ordre de succession au trône.
Son premier poste diplomatique (3e secrétaire) le conduit en Chine. Avant de partir, il rencontre Alexis Léger, plus tard connu comme le poète Saint-John Perse qui rentre de ce pays. Les deux hommes vont rester liés et, lorsque Léger sera devenu secrétaire général du ministère des Affaires étrangères, il fera souvent appel à Chauvel. En Chine, Chauvel épouse Diane de Warzée, la fille de l' ambassadeur au Japon (avec le titre de ministre).
Après la Chine, le Haut-commissariat au Liban et en Syrie de 1929 à 1934. À Beyrouth (à ce temps sous mandat français), Chauvel rencontre le futur général de Gaulle. En rentrant, il retrouve l'administration centrale, d'où il préparera pour le compte du gouvernement Blum la sortie du mandat international de la France sur le Liban.
Après cette dernière mission, Chauvel est renvoyé à l'étranger : c'est Vienne en Autriche. On est en début 1938. Peu de temps après, Hitler fait l'Anschluss et envahit l'Autriche. Le ministre de France est rappelé à Paris. Premier secrétaire de l'ambassade, Chauvel est promu chef de poste avec le titre de consul général. Il s'emploie à obtenir de nombreux visas pour permettre aux Juifs de quitter le pays et prépare la fermeture du poste diplomatique en expédiant les papiers, l'argenterie, etc. de l'ambassade. Il rentre à Paris avec la guerre. La débâcle le plonge dans la consternation. Il rejoint l'administration exilée à Vichy auprès du maréchal Pétain. De là, grâce à la représentation diplomatique américaine, il fait passer des informations à Londres.
En novembre 1942, au moment de l'invasion de la "zone libre", il est le diplomate de plus haut rang à démissionner, emmenant avec lui tous les jeunes (notamment le futur ministre Louis de Guiringaud). Il entre alors dans la clandestinité et fonde un groupe de réflexion chargé de reconstituer les nombreuses archives détruites dans la panique de 1940. Il rejoint le gouvernement provisoire à Alger début 1944. Dans l'été, il est nommé avec un titre équivalant à celui de secrétaire général des Affaires étrangères, détenu avant guerre par Alexis Léger réfugié aux États-Unis. Un différend l'oppose à de Gaulle et Chauvel s'éloigne. Le départ de de Gaulle provoque son rappel avec le titre de secrétaire général (1946-1949) et la dignité d'ambassadeur de France.
Comme secrétaire général, Chauvel décide de renforcer la fonction du ministre au détriment de la sienne : il juge l'autorité excessive du secrétaire général en partie responsable de la défaite de 1940. Il doit aussi négocier le rétablissement des positions françaises affaiblies par la défaite.
En 1949, il se fait désigner comme ambassadeur auprès de l'ONU qui n'a pas encore de siège fixe. Il part bientôt pour New York. Il y restera jusqu'en 1952. De là, il est envoyé à Berne en Suisse. Il y devient en 1954 le principal négociateur français de la conférence pour finir la guerre d'Indochine tenue à Genève sous l'égide de Bidault puis de Mendès France.
En 1954, il s'oppose à la nomination de Romain Gary à l'ambassade de Londres. Romain Gary écrit: "Chauvel s'est cru reconnaître dans le personnage de l'ambassadeur de ma nouvelle publiée par La Table Ronde et Harpers et a formulé un veto contre ma nomination à Londres.". L'ambassadeur avait eu tort de se reconnaître dans sa nouvelle qu'il avait écrite en 1948 à Sofia. Cette nouvelle décrivait un diplomate homosexuel marié. Or: "Au printemps 1951, une affaire de mœurs éclata à l’ambassade de France à Washington. Un diplomate de haut rang, marié, père de famille et qui se piquait de littérature, fut surpris en flagrant délit pendant une rafle de police dans un hôtel fréquenté par des homosexuels. Il fut laissé en liberté grâce à sa qualité de diplomate (...) Pour éviter le scandale le Français fut invité par un fonctionnaire du département d’État à quitter son poste dans les vingt-quatre heures.".
Son dernier poste diplomatique est Londres (1955-1962). Là, il doit affronter la crise de Suez en 1956, la signature du traité de Rome sur la Communauté européenne, le changement de régime en 1958 et bien sûr les difficultés liées à la guerre d'Algérie. Il reçoit la visite officielle du général de Gaulle en 1960.
Retraité en 1962, il est encore choisi pour préparer le voyage de de Gaulle en Amérique latine puis la reconnaissance de la République populaire de Chine par la France en 1964.
En 1973, il est consulté par Kissinger au moment de la conférence de Paris sur le Cambodge.
Jean Chauvel était grand-croix de la Légion d'honneur, grand-croix magistrale de l'ordre souverain de Malte, chevalier grand-croix de l'ordre de Saint-Michel et Saint-Georges et autres nombreuses décorations françaises et étrangères.

### Vie associative
Il est cité comme membre de la Fondation culturelle bretonne en 1957.

### Le poète
Outre la diplomatie et le service de la France, il a été reconnu comme poète. Parmi ses amis de jeunesse, Philippe Soupault. Plus tard, il se lia avec Louis-René des Forêts et surtout Pierre-Jean Jouve, mais aussi Marguerite Yourcenar. Il a publié plusieurs recueils (Labyrinthe, D'une Eau profonde chez Egloff, Infidèle chez Guy Lévis-Mano, Clepsydre au Seuil, Imaginaires chez Grasset, Sables au Mercure de France, Préludes chez Robert Laffont…). Il a aussi donné une étude sur Rimbaud chez Seghers et ses mémoires en trois volumes sous le titre Commentaire chez Fayard.
Gaëtan Picon écrit à propos de Jean Chauvel et de son recueil D'une eau profonde : « Discrète, rare, et d'une délicate élaboration, la poésie de Jean Chauvel [...] donne une noblesse émouvante à son langage et à son univers d'images ».

## Œuvres
- Préludes (poèmes), Paris, Robert Laffont, 1945.
- D'une eau profonde (poèmes), Paris, L.U.F., 1947.
- Clepsydre (poèmes), Paris, Le Seuil, 1959.
- L'aventure terrestre d'Arthur Rimbaud, Paris, Seghers, 1971.
- Commentaire. Tome 1, De Vienne à Alger (1938-1944), Paris, Fayard, 1971.
- Commentaire. Tome 2, D'Alger à Berne (1944-1952), Paris, Fayard, 1972.
- Commentaire. Tome 3, De Berne à Paris (1952-1962), Paris, Fayard, 1973.

## Pour approfondir